# Arachnodes angulosus
Arachnodes angulosus là một loài bọ cánh cứng trong họ Bọ hung (Scarabaeidae).